# 馬達加斯加戰役
馬達加斯加戰役（英語：Battle of Madagascar）为第二次世界大戰中期，英國及其同盟國盟友企圖佔領由轴心国阵营的維希法國控制的馬達加斯加島而进行的战役。同盟國佔領該島的目的是為了阻止馬達加斯加日後成為軸心國海上力量（尤其是大日本帝國海军）在東非及印度洋的軍事重地，並保證同盟國通往印度、澳大利亞和東南亞的航行及補給路線不受軸心國海軍的威脅。
战役开始于1942年5月5日，盟軍在马达加斯加岛北部展開“鐵甲行動”（英語：Operation Ironclad），佔領了重要港口迭戈-蘇亞雷斯港（今安齊拉納納）。随后，盟軍在9月10日開展了对整座島嶼的进攻行動，即“溪流、线条、简行動”（英語：Operation Stream Line Jane），自马任加（今马哈赞加）与塔马塔夫（今图阿马西纳）登陆后攻入该岛内陆地区，消灭维希法国在岛上的剩余部队，并與驻扎在海岸的友军会合。最终，盟军于10月底完全控制了該島，法军长官阿曼德·安內特投降并于11月6日与盟军签订停戰协议，战斗结束。
战役最终由同盟国取得胜利，英国得以控制整个马达加斯加直到1943年移交自由法國。本场战役是第二次世界大戰中同盟國首次进行的海、陸、空三軍大規模协同作战行动。

## 背景

### 戰爭背景
迭戈-蘇亞雷斯是位於馬達加斯加島北端的一個大海灣及良港，並且通過一條稱為奧龍加峽的狹窄水道向東開展。迭戈-蘇亞雷斯的海軍基地位於包圍迭戈-蘇亞雷斯灣的四個小海灣中的兩個小海灣之間的半島上。迭戈-蘇亞雷斯灣最邊緣處，幾乎把馬達加斯加北端（琥珀海角）和本島分開。在1880年代，法國垂涎該海灣，就地設立供煤站，供應給駛往東邊其他法國屬地的汽船。在第一次法國-霍瓦戰爭之後的1885年12月17日，拉那瓦羅納三世女王簽署了一項條約，使該海灣和周邊區域，以及諾西貝島和聖瑪麗·馬達加斯加島歸法國保護，並正式成為法國殖民地。1897年，該殖民地的行政權歸法屬馬達加斯加所有。
至1941年，迭戈-蘇亞雷斯鎮、海灣和水道由海軍海防砲臺高度防衛。

### 戰前軸心國
1942年2月底日本佔領英属緬甸之後，大日本帝國海軍潛艇在印度洋的北部和東部大範圍自由航行。1942年3月，日本航空母艦突襲孟加拉灣的船舶、位於錫蘭（今斯里蘭卡）的科倫坡和亭可馬里的英國遠東艦隊基地（印度洋空襲）。這次突襲將英國遠東艦隊趕出了該地區，迫使他們遷移到肯尼亞蒙巴薩附近基林迪尼的新基地。
此举使英国海軍更易受制於敵。若日本海军使用马达加斯加的設施作前沿基地，將對盟军海上運輸帶來潜在威胁，從而影響（北非）英国第八军团和遠東舰队的补给。 
日本潛艇的航距當時是軸心國潛艇中最遠的 - 在某些情況下能超過10,000海浬（16,000公里），但受到美國海軍較新型的貓鯊級潛艇的11,000海浬（20,000公里）最高航距挑戰。如果日本海軍潛艇能夠利用馬達加斯加的基地，那麼從太平洋和澳大利亞到中東、甚至遠至南大西洋一整片海域的盟軍補給線都將受到影響。
1941年12月17日，納粹德國海上作战司令部 （Seekriegsleitung）參謀長弗里克（Kurt Fricke）海軍中將，在柏林会见了駐德日本海軍武官野村直邦中將，商论兩國海軍作戰區域的劃分。1942年3月27日的另一次会议上，弗里克强调印度洋对轴心国的重要性，并表示希望日本人开始对印度洋北部的海上航线採取行動。弗里克进一步强调，相對於澳大利亚，轴心国海军更應注重的英屬錫蘭、塞舌尔和马达加斯加的行动。  :116到4月8日，日本人向弗里克宣布，他们打算在亚丁和好望角之间的印度洋西部水域投入四到五艘潜艇和两艘作戰補給舰 ，但他们拒绝透露对马达加斯加和锡兰的行动计划，只是重申了他们对该地区行动的承诺。  :117

### 戰前同盟國
盟軍得悉日本對印度洋計劃的傳言。1941年11月27日，英軍參謀部討論德國的傀儡政權維希法國可能將整個馬達加斯加割讓給日本，或者允許日本海軍在馬達加斯加建立基地的可能性。於是英國海軍顧問便敦促佔領該島，以防萬一。 12月16日，在倫敦的自由法國領袖夏爾·戴高樂將軍致信英國首相溫斯頓·丘吉爾，表示應馬上發動佔領馬達加斯加行動，並由自由法國主導。丘吉爾了解到若日本控制了馬達加斯加，盟軍在印度洋的航線，特別是往印度和錫蘭的重要航線將會受到威脅，並認為迭戈-蘇亞雷斯港口是日本在印度洋施展影響力的戰略關鍵。但是丘吉爾也明確指出，他不認為英國有足夠資源進行這樣的行動；並且經歷過1940年9月達喀爾戰役的教訓後，他不打算和自由法國部隊發起聯合行動佔領馬達加斯加。
到1942年3月12日为止，丘吉尔已经深信情況已逼在眉睫，并决定認真制定入侵马达加斯加计划。並同意将自由法國明确排除在行动之外。作为初步战斗大纲，丘吉尔向规划者提供了以下前提：
- 守卫地中海西部的H部队应从直布罗陀南下，任務并应由美国特遣部队接替。
- 由蒙巴顿勋爵抽調的4000名人员和船只应保留为计划的核心。
- 该行动应于1942年4月30日左右開始。
- 事成後，蒙巴顿調派的突击队应尽快由驻军接替。

3月14日，第121部队由皇家海军陆战队少将罗伯特·斯特奇斯（Robert Sturges）指挥，爱德华·西弗雷特海军少将（Edward Syfret）指挥海军H部队和海上支援部队 。

### 同盟國的准备

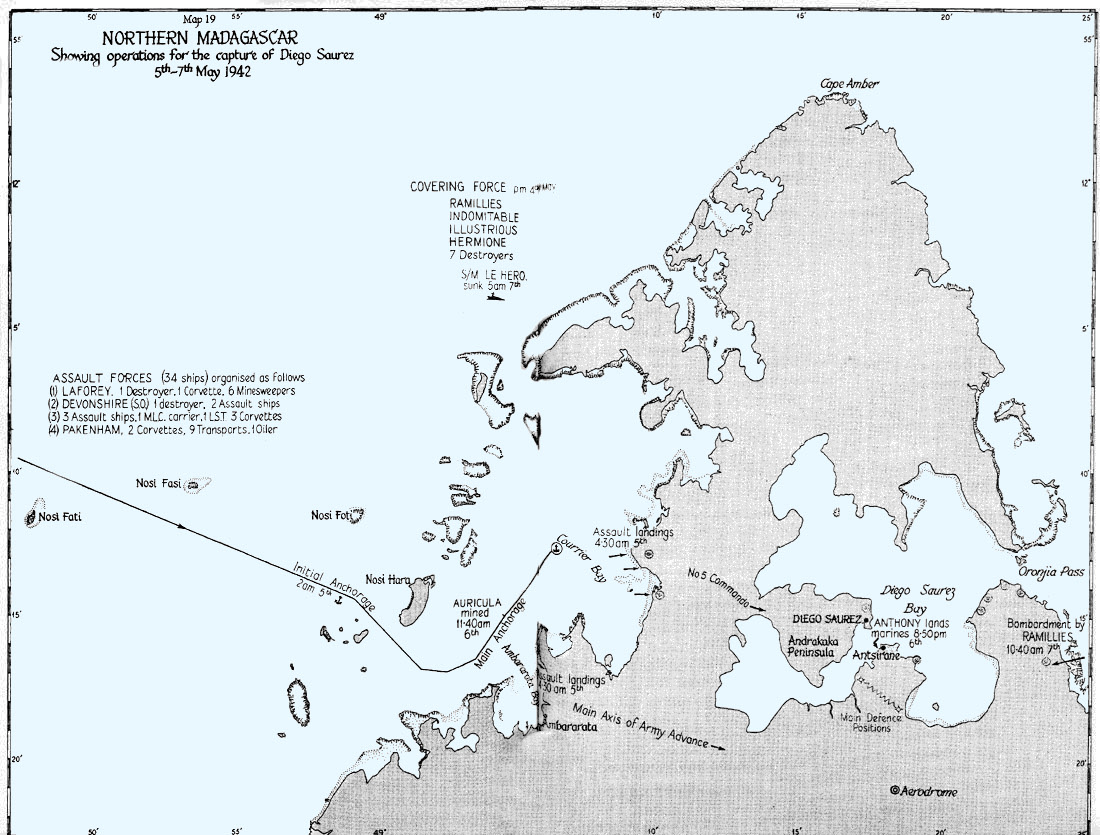
行动示意图

121号部队于3月23日离开苏格兰的克莱德 ，并与西弗雷特的舰队在塞拉利昂的弗里敦（Freetown）会合，然后再兵分两路从那里出发前往在南非东海岸德班的集合点。在这里，他们与第5师的第13旅团会合 - 至此斯特奇斯将军的地面部队兵力达三个步兵旅，而西弗雷特的舰队则包括旗艦“拉米伊号”（HMS Ramillies）、航母“光辉号”（HMS Illustrious)和“顽强号”（HMS Indomitable）、巡洋舰“赫米安号”（HMS Hermione）和“德文郡号”（HMS Devonshire），十一艘驱逐舰 ，六艘掃雷艦 ，六艘护卫舰和作戰補給舰。实力和在迭戈-苏亚雷斯的8,000名維希法国守军（主要是马达加斯加人）相比，属于一支强大的部隊。但参谋部坚信该行动將會成功，以不费一枪一弹为佳。
这是继27年前（1915年一战期间）灾难性的达达尼尔海峡登陆作战後，英國首度再次嘗試登陆作战。
在德班集合期间，扬·史末资（Jan Smuts）陆军元帅指出，仅佔領迭戈-苏亚雷斯（Diego-Suarez）不能保证日本不会继续侵略馬達加斯加，并敦促同时占领马任加（Majunga）和塔马塔夫（Tamatave）的港口。参谋部对此进行了评估，但由于缺乏人力，决定保留迭戈-苏亚雷斯为唯一目标。丘吉尔指出，能夠令马达加斯加穩定的唯一方法是依靠一支强大的舰隊，及来自锡兰、充足的空中支援，并向阿奇博尔德·韦维尔将军 （印度司令部）发出了指示，指出一旦初步目标得以实现，维护马达加斯加的所有责任将會转移给韦维尔。他补充说，突击队撤出后，驻防任务将由两个非洲旅和一个来自比属刚果（Belgian Congo）或西非的旅接替。
3月和4月， 南非空军 （SAAF）对迭戈-苏亚雷斯一帶进行了侦察飞行，第32、36和37号海防飞行队撤出海上巡逻，并被送往位于印度洋沿岸坦噶尼喀的林迪 ，另外11架蒲福式鱼雷轰炸机（Bristol Beaufort）和6架马里兰式轻型轰炸机（Martin Maryland）按照行动计划提供空中支援。

## 作战行动
盟军指挥官决定对马达加斯加发动两栖攻击。代号“铁甲行动”，由第121部队执行。将包含盟军海陆空三军，由皇家海军陆战队少将罗伯特·斯特奇斯指挥。 英国陆军登陆部队包括第29獨立步兵旅团，第5（陆军）突击队和第5步兵师的两个旅，后者和該師其余單位還在前往印度途中。盟军海军特遣队由西弗雷特指挥的H部队，英国本土舰队和英国遠東舰队组成，其中有50多艘船艦。舰队包括航空母舰“光辉号”，她的姊妹舰“顽强号”，和老战列舰“拉米伊号”以掩护登陆。 

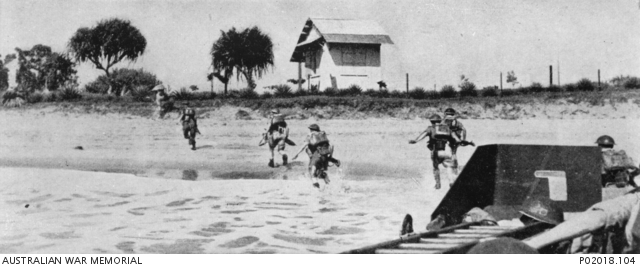
1942年5月，盟军乘突击登陆艇在塔玛塔夫登岸

### 登陆战役（铁甲行动）
在南非空军进行多次侦察后，英国第29步兵旅和第5突击队于1942年5月5日乘坐突击登陆艇进行第一波登陆。 第五步兵师两个旅和皇家海军陆战队也随后登陆。 他们经由登陆艇运送至马达加斯加北端、迭戈-苏亚雷斯主要港口以西的库里尔湾和安巴拉塔湾登岸。部队隨即向东边进行徉攻。主要由青花鱼式鱼雷轰炸机和剑鱼式鱼雷轰炸机，在皇家海军航空队的格鲁曼岩燕式战斗机、以及少量的南非空军飞机协助下取得制空权，并袭击了维希船舶。 
维希部队由总督阿曼德·莱昂·安内特（Armand Léon Annet）指挥，包括约8,000名士兵，其中包含约6,000名马达加斯加长枪兵（殖民地步兵）。其余大部分是塞内加尔士兵。约1,500至3,000名维希部队盘踞迭戈-苏亚雷斯附近。但是，海空防守力量相对薄弱或过时：八座海防炮台，两艘武装商船 ，两艘海防炮艇 ，五艘潜艇，17架莫兰-索尼尔406战斗机和10架波泰630轰炸机。 

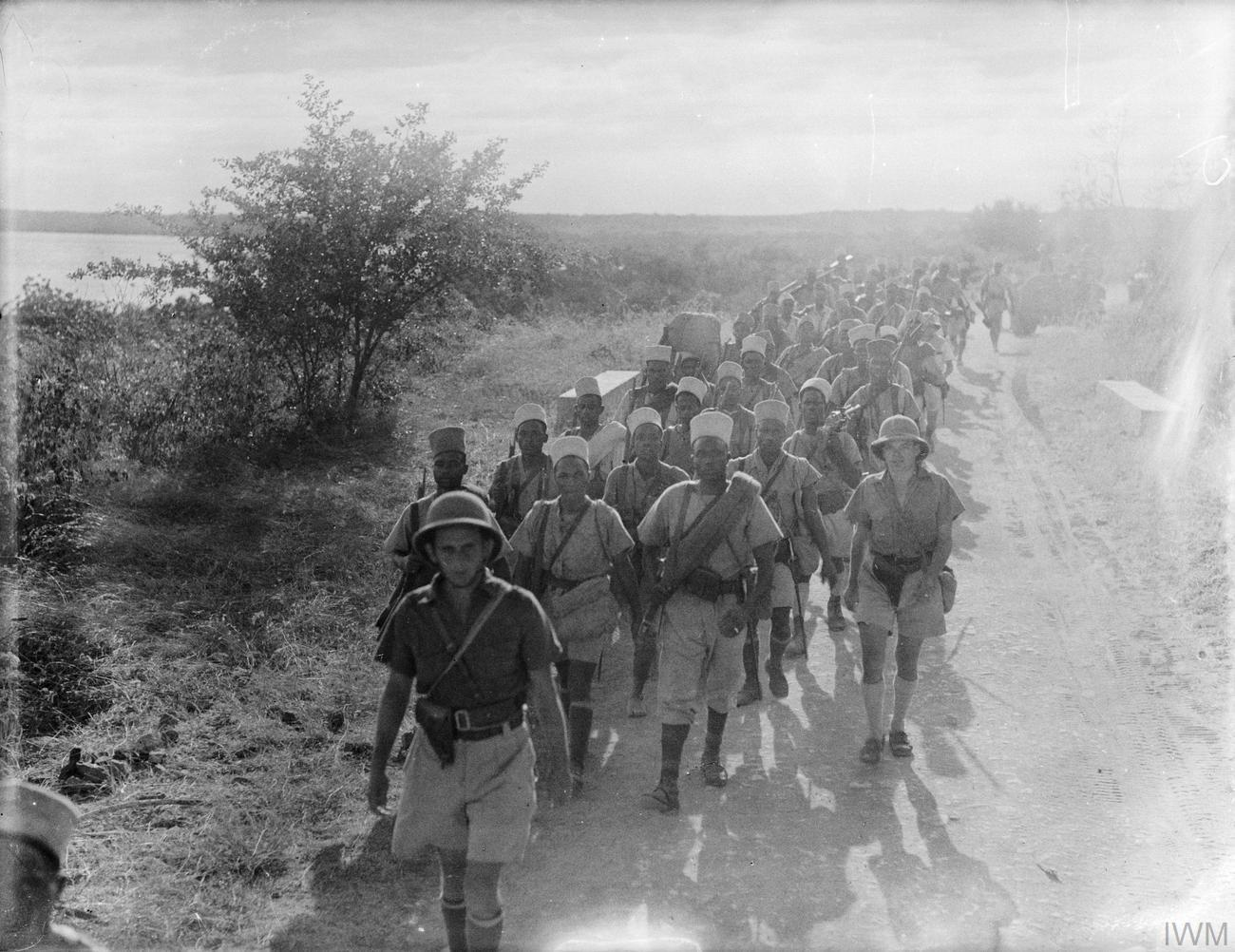
在5月7日英军占领迭戈-苏亚雷斯之后，被俘法军撤出总部

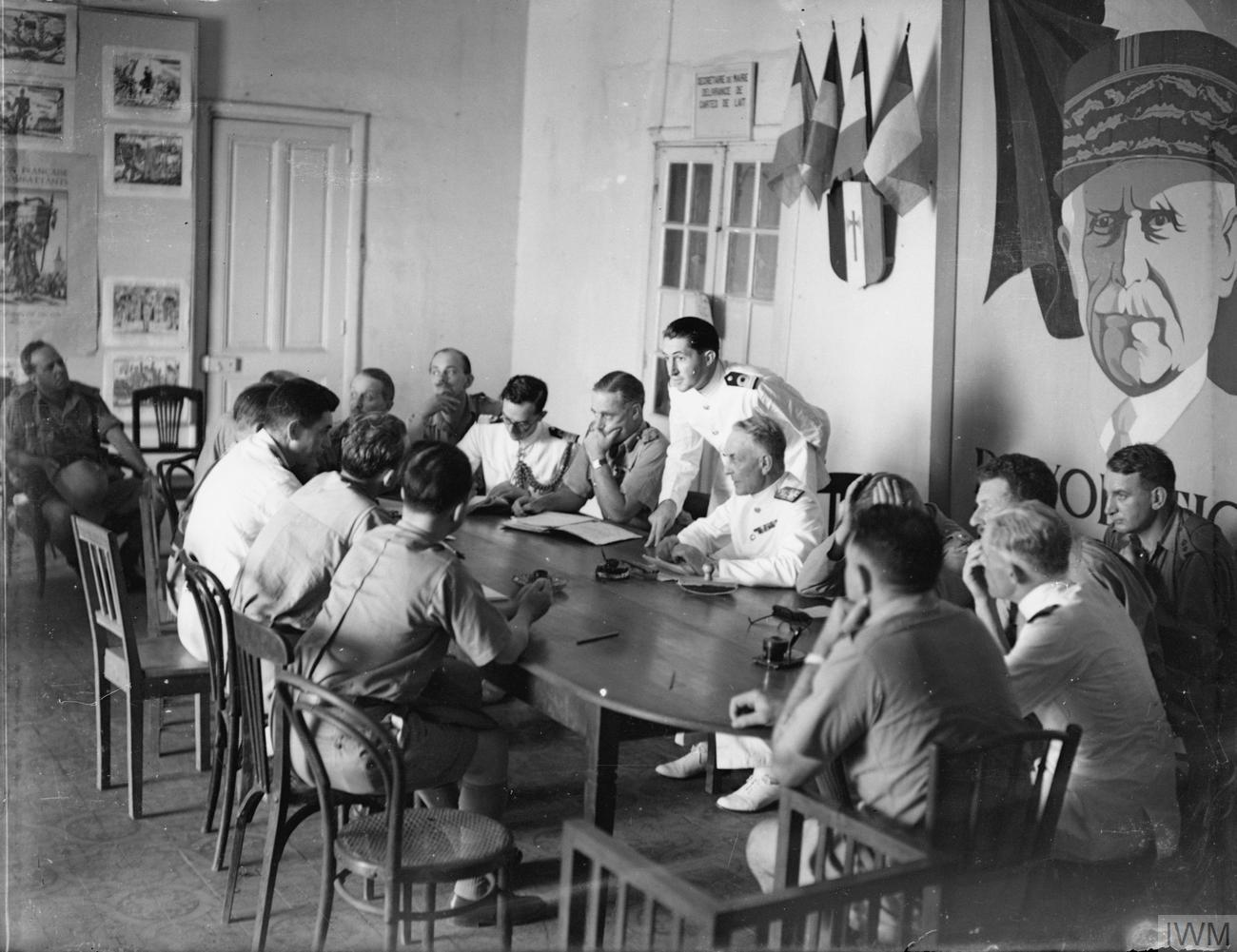
英军与迭戈-苏亚雷斯镇守军在镇内总部进行受降谈判

在海滩登陆的部队在几乎没有遇到抵抗的情况下，占领了维希沿海炮台和营房。在库里尔湾登岸的第17步兵旅，在穿过红树林沼泽和茂密的灌木丛后，占领了迭戈-苏亚雷斯镇，俘虏了近百人。安巴拉塔湾登岸的第29独立旅，则向安蒂萨兰（Antisarane）的法国海军基地前进。部队在B特勤中队的6部瓦伦丁战车和6部领主式轻型战车的协助下推进了21英里，並以刺刀衝鋒擊退輕微抵抗的敵軍。  安蒂薩蘭由战壕、两排要塞工事、碉堡严密地防御，两侧則被难以逾越的沼泽包围。 
1942年5月6日上午，对防御工事的正面进攻失败，损失了3部瓦倫丁戰車和2名領主式輕型戰車。  南兰开夏團绕過防御工事發動另一次进攻，但沼泽和恶劣的地形致使隊伍四散。雖然如此，他们仍在敵軍後方四處活動並造成混乱。维希防線從背後受襲，通訊电台和一个軍营被攻陷。  总共俘虏了200人，但由于電台故障与主力部隊失聯，南兰開夏團不得不撤离。為了突破維希守軍高度有效的防禦，旧驱逐舰“安东尼號”（HMS Anthony）衝擊安蒂萨兰的海港防御工事，“拉米伊號”上50名皇家海军陆战队得以登陸並潛入维希防線后方。海军陆战队占领了炮兵指挥所及其营房和海军仓库，“以少數力量對城镇中造成重大干扰”。同时，第17步兵旅突破了防御工事，并很快进了城。尽管大量维希部队撤退到南部，但维希防線已遭到重創，安蒂萨兰于当晚投降。 
日本潜艇伊10、伊16及伊20于三周后即1942年5月29日到达。從I-10起飛的侦察机发现“拉米伊號”在迭戈-苏亚雷斯港下锚，但偵察機因暴露行蹤，“拉米伊號”旋即轉移別處停泊。两艘小型潜艇分別從I-20和I-16出發，其中一艘设法潛入海港，遭两个护卫舰以深水炸弹攻击；小型潛艇发射两枚鱼雷還擊，其中一枚鱼雷重創“拉米伊號”，另一枚则击沉了6,993吨的英国忠诚号 油轮 （後被打撈回水面）。 “拉米伊號”后来在德班和普利茅斯进行了维修。 
其中一艘小型潜艇（M-20b）在安塔里克里島（Nosy Antalikely）擱淺，乘員三郎章三大尉和竹本昌美軍曹隨即登岸前往琥珀海角的接载点。他们在阿妮賈贝（Anijabe）村庄购买食物时被供出，三天后两人在与皇家海军陆战队的交火中丧生。一名海军陆战队员也在交火中被打死。第二艘小型潜艇則失聯，一天後在海邊尋獲其中一名乘员的尸体。 

### 地面战役（溪流、線條、简行动）

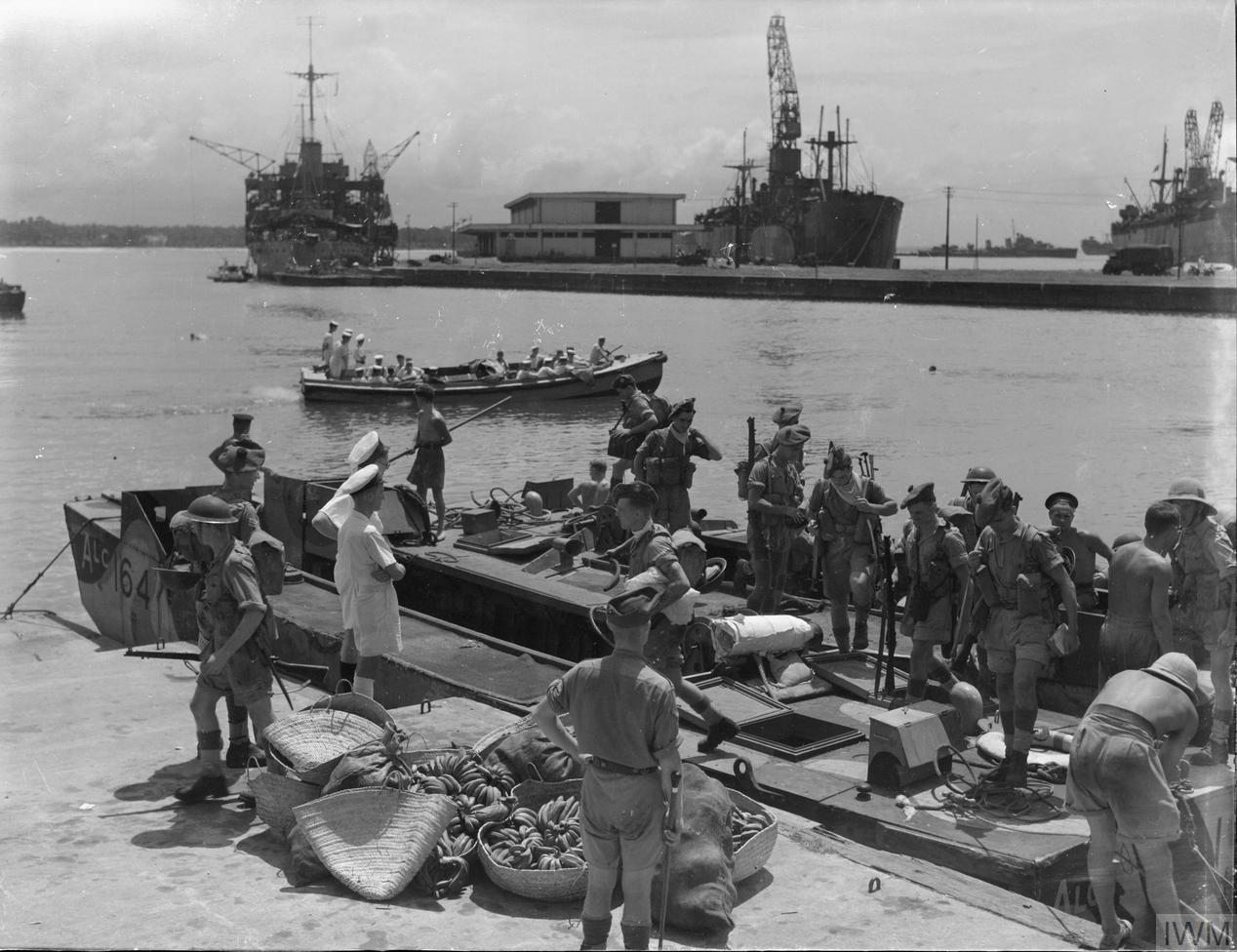
1942年9月19日，盟军在塔马塔夫港口登岸。

及後雙方零星對峙了幾個月。到1942年5月19日，第5步兵师的两个旅移師印度。1942年6月8日，第22（东非）旅团到达马达加斯加。第7（南非）摩托化旅則在1942年6月24日抵達。 第27（北罗得西亚）步兵旅（含东非部隊）在8月8日抵步。 
這項行動代号为“溪流、線條、簡”（Stream Line Jane）（或寫為Streamline Jane），包含三個代号分別为Stream，Line和Jane的行動。 Stream和Jane分别是9月10日在馬任加和9月18日在塔馬塔夫的两栖登陆，而Line是从馬任加向殖民地首都塔那那利佛推進，並於9月23日攻陷該城。  
1942年9月10日，第29旅和第22旅团在该岛西海岸的另一个港口馬任加进行了两栖登陆。 第5突击队冒著敵軍機槍火力下率先登陸，強攻码头，佔領当地的邮局，攻進了總督官邸，并升起了英國國旗 。  在切斷塔那那利夫對外联系后，盟军打算在雨季来临之前繼續进攻。可是进展缓慢。除了偶尔与维希部队进行小规模冲突外，还遇上了维希士兵沿著主要道路豎立的大量路障。最終盟军輕易地攻占了首都塔那那利佛和安巴拉沃鎮，但一直在負隅頑抗的维希總督安內特卻逃脱了。 
八天后英军开始奪取塔玛塔夫。海面波濤洶湧導致行動受阻。從“伯明翰号”（HMS Birmingham）運載部隊登岸的船艇，遇上敵軍海防炮臺的炮火而半途折返。“伯明翰号”隨即開炮還擊，在三分钟内敵軍举起了白旗。塔玛塔夫落入英国之手。南兰开夏郡團和皇家威爾斯燧發槍團從那裡南下，与那里的部队會合。到达塔纳纳利夫之后，他们撲向莫拉曼加（Moramanga），并于1942年9月25日与国王非洲步枪團會合，从而确保了英国在该岛周围的通信线路。 同时派出东非步兵和南非装甲部隊搜索在逃的總督安内特。 
最后一次重大行动发生在10月18日，在安德拉曼纳利纳（Andramanalina）上 ，这是一个蜿蜒的曼加拉哈拉河（Mungarahara River）呈U形的山谷，维希部队计划向英军伏击。 皇室非洲步兵队被分为两列，然后沿着“U”字形山谷行进，然后在后方遇到维希部队，并进行伏击。 维希法国部队损失惨重，约800人向盟军投降。  一周后，皇室非洲步兵队进入Fianarantosa，在向南100英里处的Ihosy附近发现Annet失踪。皇室非洲步兵队迅速跟随他，但他们从安纳特（Annet）接收了一个电报，被要求降服。 1942年11月6日，盟军在安巴拉沃签署了停战协定，两天后安内特投降。 
在1942年9月10日的行动中，盟军在迭戈-苏亚雷斯登陆时约500人死亡，另外30人失踪，90人受伤。 
朱利安·杰克逊（Julian Jackson）在他的戴高乐传记中指出，法国人1942年在马达加斯加对盟军的抵抗时间比在1940年法国对德国人的抵抗时间要长。 

## 结果

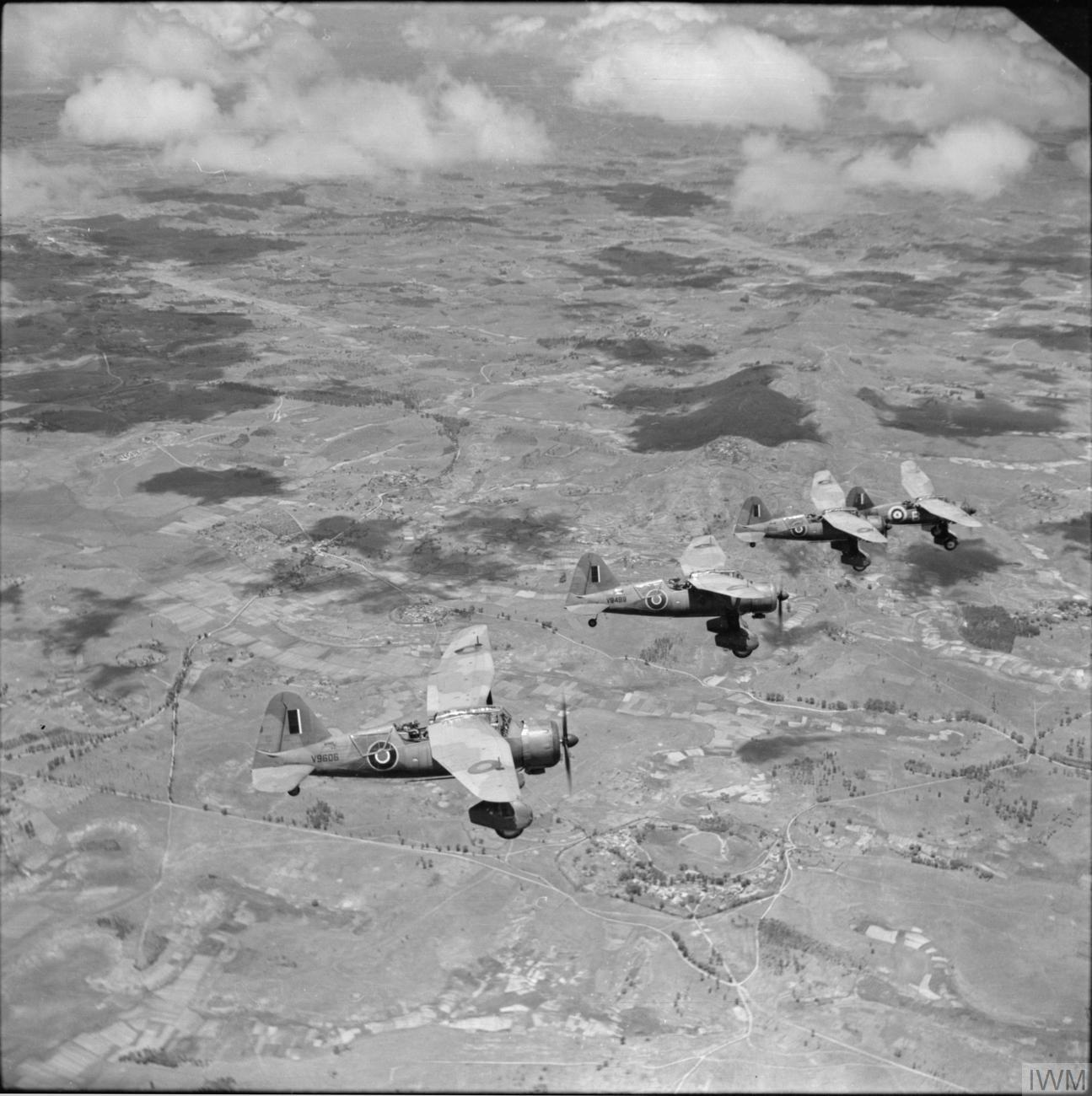
1942年12月战役结束后，四架英國空军韦斯特兰“莱桑德式”軍机飞越马达加斯加上空。

盟军占领马达加斯加後，在岛上建立了军事和海军设施。该岛对往後战事發展至关重要。它的深水港对于控制通往印度和波斯走廊的水道至关重要，至此脫離了轴心国的控制。  这是盟军在第二次世界大战期間進行的第一個海、陆、空三军大规模联合行动。在战争初期盟军的临时计划中，马达加斯加的入侵行動具有重要的战略意義。 
自由法国将军保罗·莱根蒂洛姆（ Paul Legentilhomme）被任命为马达加斯加最高专员。 像许多殖民地一样，马达加斯加在战后寻求独立。1947年，马达加斯加起义爆发，这场慘烈的革命在1948年遭到镇压。直到大约十二年后的1960年6月26日，马达加斯加才成功脱离法国宣布独立。 
马达加斯加行動的參戰人員不獲頒發“英国和英联邦非洲之星”勳章，而是以“1939年至1945年星章”代替。 

## 战斗序列

### 盟军

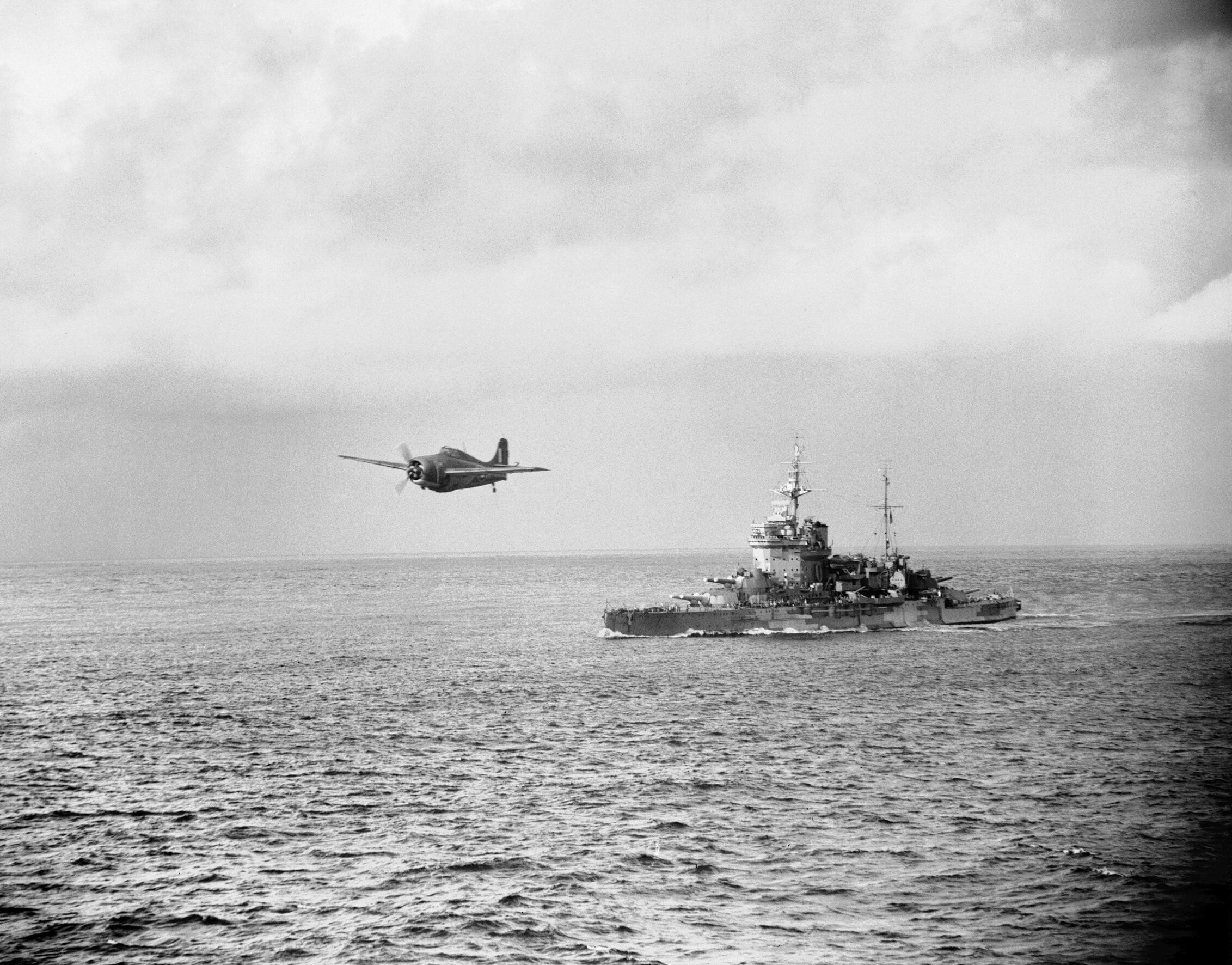
皇家海軍航空隊的格鲁曼“岩燕式”戰機（Grumman Martlet）飞越“厭戰號”（HMS Warspite），攝於马达加斯加行动期间

#### 海军

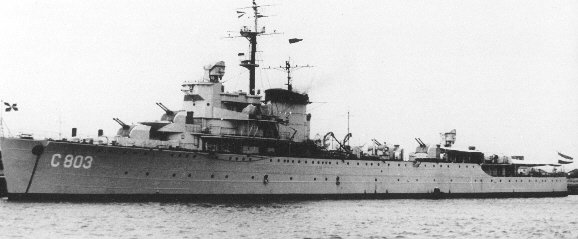
参与马达加斯加戰役的荷兰輕巡洋舰“雅各布·凡·黑姆斯科爾克號”（Jacob van Heemskerck）

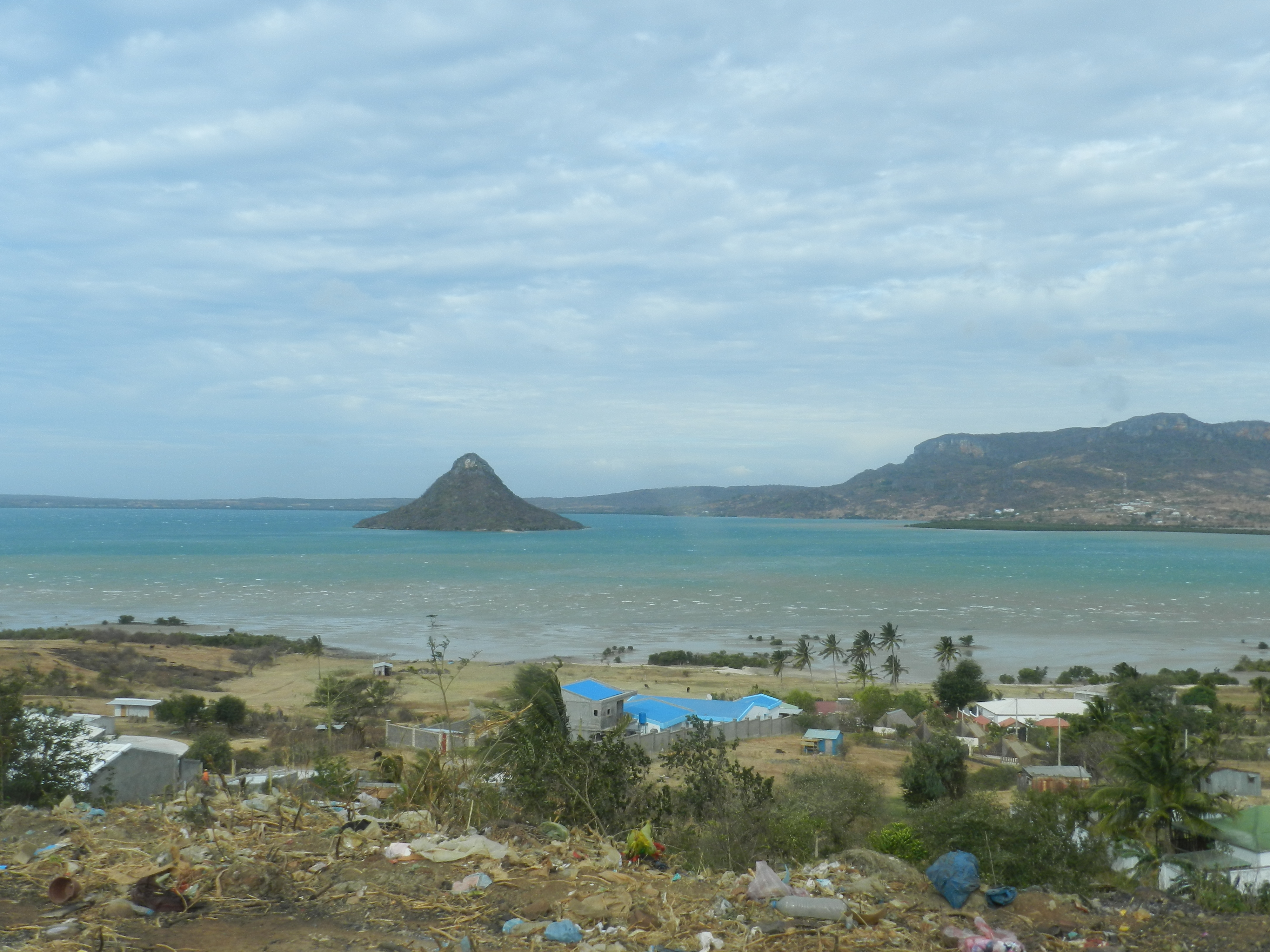
今天的海湾风光

战列舰
拉米伊号
航空母舰
光辉号
不挠号
巡洋舰
伯明翰号
无畏号
冈比亚号
赫敏号
德文郡号
雅各布·范·海姆斯克号（荷兰皇家海军所属）
布雷艇
曼克斯曼号
浅水重炮舰
黑暗界号
水上飞机母舰
信天翁号（澳大利亚皇家海军所属）
驱逐舰
机敏号
安东尼号
箭号
布莱克莫号
邓肯号
幸运号
猎狐犬号
善变号
热刺号
标枪号
拉弗雷号
闪电号
守望号
纳皮尔号（澳大利亚皇家海军所属）
尼泊尔号（澳大利亚皇家海军所属）
尼扎尔号（澳大利亚皇家海军所属）
诺曼号（澳大利亚皇家海军所属）
帕克南号
圣骑士号
豹号
范加伦号（荷兰皇家海军所属）
切克·希德斯号（荷兰皇家海军所属）
护卫舰
小苍兰号
黑木耳号
黑种草号
贝母号
金雀花号
仙客来号
百里香号
茉莉号
扫雷艇
克罗默号
普尔号
罗姆尼号
克罗默蒂号
突击运输舰
温彻斯特城堡号（HMS Winchester Castle）
皇家乌尔斯特人号（HMS Royal Ulsterman）
克伦号（HMS Keren）
卡兰贾号（HMS Karanja）
索比斯基号（波兰所属）
特种作战船只
德文特代尔号突击登陆艇（HMS Derwentdale）
巴查奎罗号坦克登陆艇（HMS Bachaquero）
运兵船
奥朗塞号
阿索尔公爵夫人号
弗兰科尼亚号
商船与牵引船
帝国金斯利号（SS Empire Kingsley）
塔拉塔号（M/S Thalatta）
训象师号（SS Mahout）
香港都市号（SS City of Hong Kong）
马林银行号（SS Mairnbank）
马尔坦德二号（SS Martand II）

#### 陆军

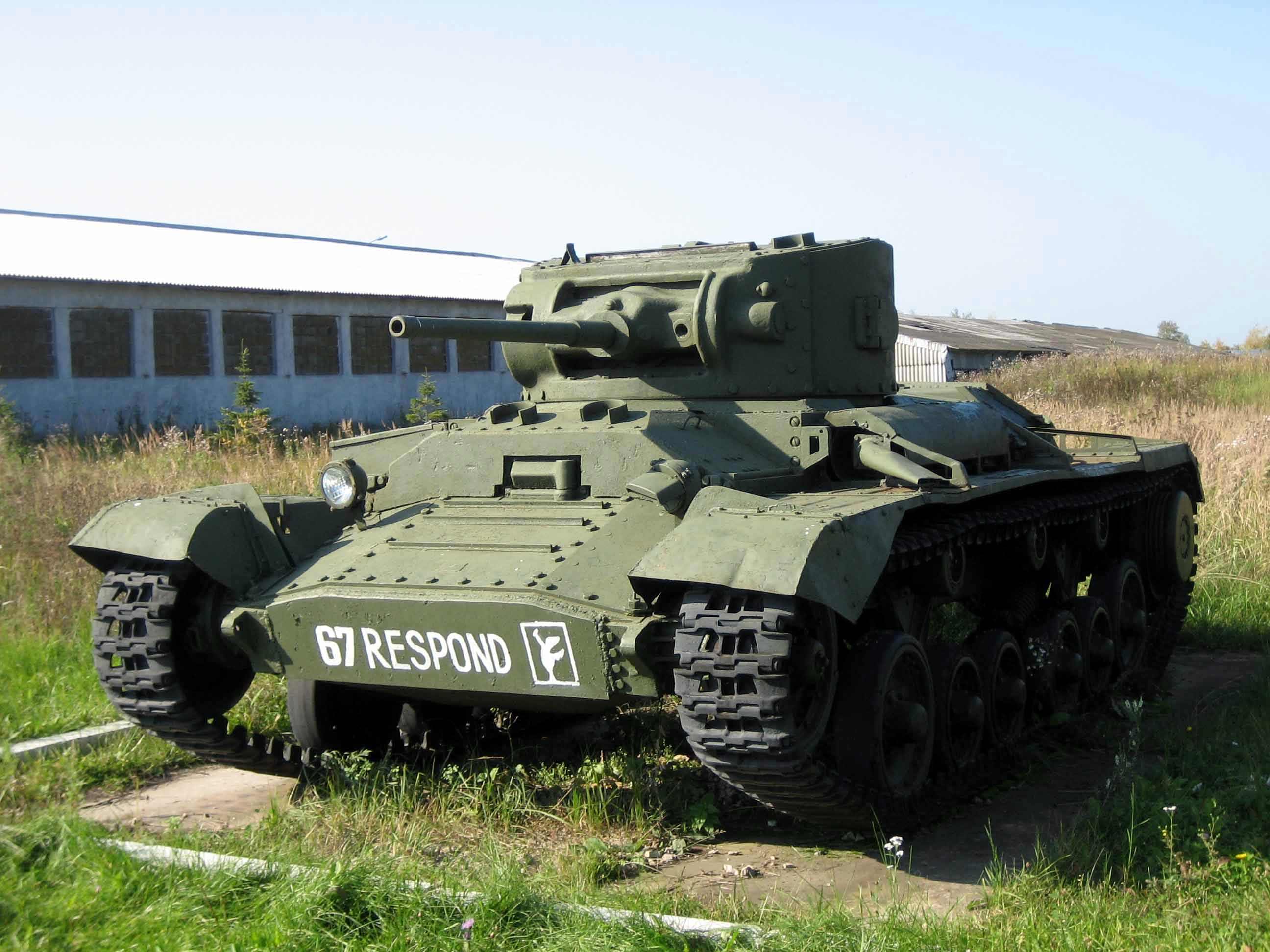
作戰期间使用的瓦倫丁戰車 。

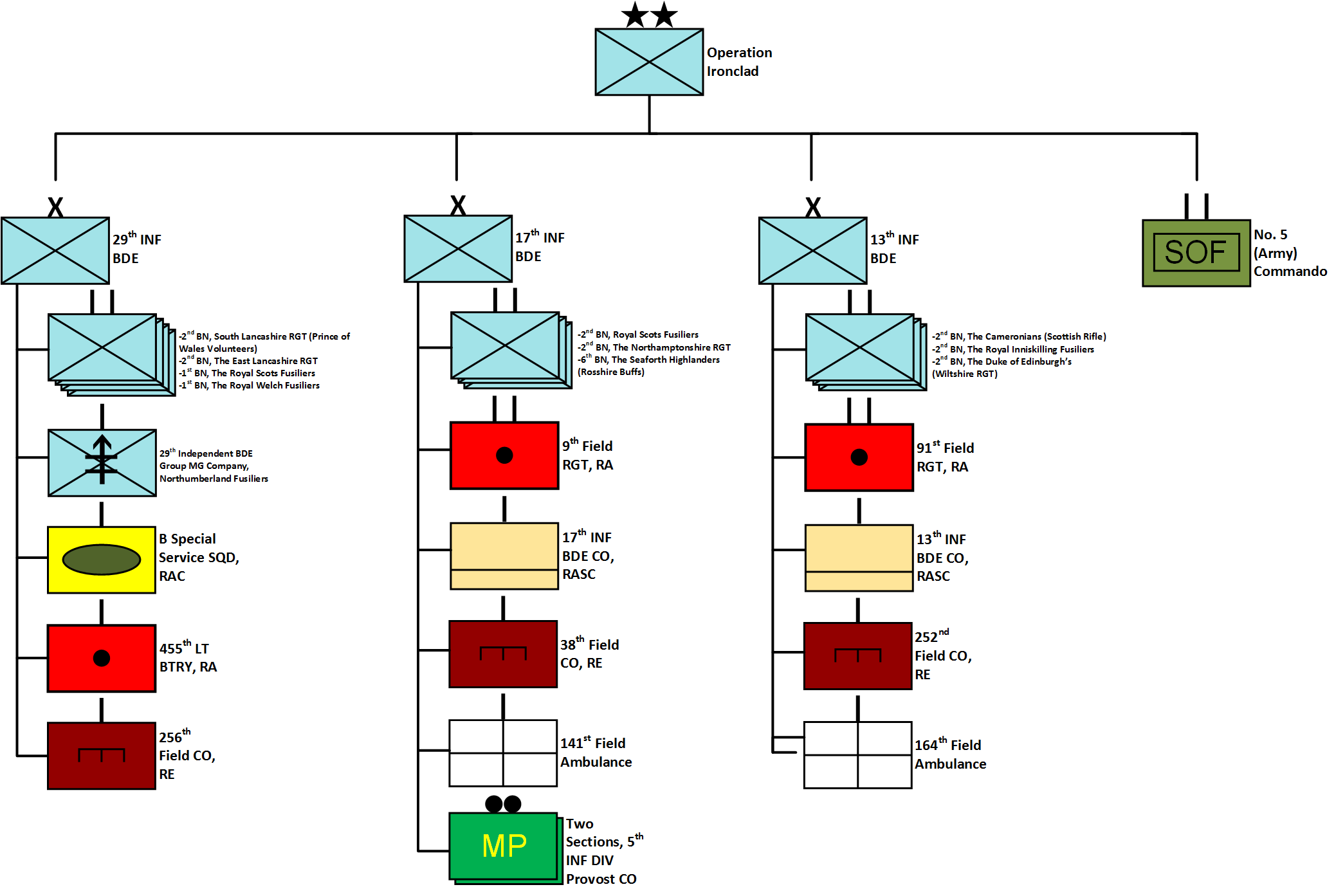
1942年5月5日入侵马达加斯加期间，參與铁甲行动的英国地面部队组织圖

第29（独立）步兵旅，于1942年5月5日在迭戈-苏亚雷斯附近登陸
第二南兰开夏郡团
第二东兰开夏郡团
第一皇家苏格兰燧發槍團
第二皇家威爾斯燧發槍團
第455輕炮連（皇家炮兵團）
機槍連
B特勤中队，配备6部瓦倫丁戰車和6部領主式輕型戰車
突击队，1942年5月5日在迭戈-苏亚雷斯附近登陆
第5突击队
英国第17步兵旅團（屬第5师），1942年5月5日在迭戈-苏亚雷斯附近作第二波登陸
第二皇家苏格兰燧發槍團
第二北安普敦郡团
第六海福思高地兵團
第九野战团（皇家炮兵團）
英国第13步兵旅（屬第5师），1942年5月6日在迭戈-苏亚雷斯附近作第三波登陸。1942年5月19日撤回印度
第二加美隆團
第二皇家愛爾蘭（恩尼斯基林）燧發槍團
第二威尔特郡团
东非旅团，于6月22日抵达，接替第13旅和第17旅
南非第七摩托化旅
罗得西亚第27步兵旅，1942年8月8日抵达；1944年6月29日撤離
第二北罗得西亚团
第三北罗得西亚团
第四北罗得西亚团
第55（坦噶尼喀）轻炮連
第57（东非）野战炮連

### 皇家海軍航空隊
光辉号航空母舰
881中队 - 12架格鲁曼F4F-4野猫Mk.II型战斗机
882中队 - 8架格鲁曼F4F-4野猫Mk.II型战斗机；1架海燕式戰鬥轟炸機
810中队 - 10架剑鱼式鱼雷轰炸机
829中队 - 10架剑鱼式鱼雷轰炸机
不挠号航空母舰
800中队 - 8架海燕式戰鬥轟炸機
806中队 - 4架海燕式戰鬥轟炸機
880中队 - 6架霍克海飓风Mk IA型战斗机
827中队 - 12架青花魚式魚雷轟炸機
831中队 - 12架青花魚式魚雷轟炸機

### 维希法国

#### 海军部队

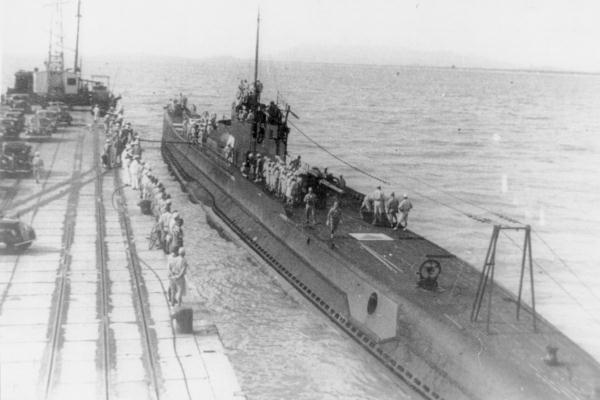
1942年停泊槟城的日本伊10潜艇 。

武裝商船“布干維爾二號”
海防艦“安特卡斯都”（D'Entrecasteaux）
潜艇
“貝維濟耶”（Bévéziers）
“英雄”（Héros）
“蒙日”（Monge） 

#### 陆军
以下是“铁甲行動”開始后，岛上的马达加斯加和维希法国军队战斗序列。 

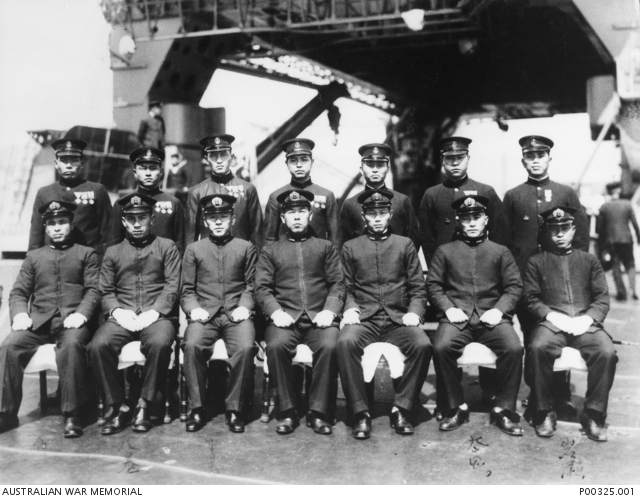
日本海军小型潜艇攻击小组成员，包括參與迭戈-苏亚雷斯攻击行動的人员。

西海岸
貝島（Nossi-Bé）两排预备役人员和志愿者
安班加 馬達加斯加混成團（Régiment mixte malgache, RMM）兩個連
马任加 第一（馬達加斯加）混成團一个营
东海岸
塔馬塔夫（Tamatave）的第一混成團一个营
塔马塔夫的一个炮組（65毫米炮）
布列卡維爾 第一混成團一個連
岛的中部
塔那那利佛的第一混成團三个营
塔那那利佛的一个机动侦察分队
塔那那利佛的埃米恩炮兵連
塔那那利佛一個炮組（65毫米炮）
塔那那利佛一個工兵連
梅瓦塔纳纳（Mevatanana） 第一混成團一個連
菲亚纳兰楚阿 马达加斯加長槍营（Bataillon de tirailleurs malgaches, BTM）一個連
岛南
其他
达芬堡 馬達加斯加長槍營一個連
图莱尔 馬達加斯加長槍營一個連

### 日本

#### 海军
- 潜水艇伊10 （載有侦察机）， 伊16 ， 伊18 （在大风浪中损坏并迟到）， 伊20
- 小型潜艇M-16b ， M-20b

## 脚注
1. ↑  Rigge pp 103-04
2. 1 2 3  Wessels 1996.
3. ↑  Stapleton, Timothy J. A Military History of Africa （页面存档备份，存于） p. 225
4. ↑  Winston Churchill, Prime Minister. . . House of Commons. 1942-11-10. （原始内容存档于2014-05-22）. （页面存档备份，存于）
5. 1 2  Turner, Gordon-Cummings & Betzler 1961.
6. 1 2  Flint, pp. 68-69
7. 1 2  Rigge pp.105-06
8. ↑  . Great Britain: Combined Operations Command. 1943: 101–109. ISBN 9781417987412.
9. 1 2  Rigge pp. 107–108
10. 1 2  Joslen 2003.
11. ↑  .   [2012-09-10]. （原始内容存档于2012-09-12）. （页面存档备份，存于）
12. ↑  Buckley 1977.
13. ↑  Chant 1986.
14. ↑  . www.combinedops.com. （原始内容存档于2009-03-21）. （页面存档备份，存于）
15. 1 2 3 4  Rigge pp 110-11
16. ↑  Time Magazine. 缺少或|title=为空 (帮助)
17. ↑  Jackson, Julian. . London: Allen Lane. 2018: Chapter 9. ISBN 978-1846143519.
18. ↑  Rigge p. 100
19. ↑  , Guidance (UK: Government), （原始内容存档于2017-06-23） （页面存档备份，存于）.
20. ↑  Mason RN, Lt Cdr (Rtd) Geoffrey B. . SERVICE HISTORIES of ROYAL NAVY WARSHIPS in WORLD WAR 2. 2003  [2014-11-09]. （原始内容存档于2014-03-26）. （页面存档备份，存于）
21. 1 2 3 4  .   [2010-11-02]. （原始内容存档于2011-05-14）. （页面存档备份，存于）
22. ↑  Nafziger, George.  (PDF). United States Army Combined Arms Research Library.   [2016-10-18]. （原始内容 (PDF)存档于2016-10-18）.
23. ↑  Nafziger, George.  (PDF). United States Army Combined Arms Research Library.   [2016-10-18]. （原始内容 (PDF)存档于2016-10-18）.
24. ↑  .   [2013-10-30]. （原始内容存档于2013-11-02） （法语）. （页面存档备份，存于）

## 延伸阅读
- Harrison, E.D.R. . English Historical Review. April 1999, 114 (456): 339–369. JSTOR 580082. doi:10.1093/enghis/114.456.339.
- Nativel, Eric. . Revue Historique des Armées. 1998, 1.